# Luigi Diligenza
Luigi Diligenza (10. února 1921 Arzano – 25. května 2011 Capua) byl arcibiskup v Capui.

## Životopis
Luigi Diligenza studoval teologii se zaměřením na církevní dějiny a byl vysvěcen na kněze 8. srpna 1943. Byl dlouholetým rektorem katolického semináře v Neapoli.
Pavel VI. ho 1. března 1978 jmenoval arcibiskupem v Capui. Biskupské svěcení provedl Corrado Ursi 23. dubna téhož roku; spolusvětiteli byli Tommaso Leonetti a Gaetano Pollio.
29. dubna 1997 přijal Jan Pavel II. jeho odstoupení z funkce a Diligenza odešel na odpočinek do svého rodného města. 9. února 2011, den před svými 90. narozeninami, celebroval v neapolském semináři mši za účasti místního arcibiskupa, Sepeho.
Je pohřben v kapli svaté Rity katedrály v Capui.